# Цона Артиђанале Разун ди Сото (Болцано)
Цона Артиђанале Разун ди Сото је насеље у Италији у округу Болцано, региону Трентино-Јужни Тирол.
Према процени из 2011. у насељу је живело 24 становника. Насеље се налази на надморској висини од 993 м.